# Kota (distrikt)
Kota är ett distrikt i den indiska delstaten Rajasthan. Den administrativa huvudorten är staden Kota. Distriktets befolkning uppgick till 1 568 525 invånare vid folkräkningen 2001, på en yta av 5 443 km².
Kota blev en självständig furstestat år 1631 under Rao Madho Singh. Här finns Asiens största anläggning för tillverkning av konstgödsel.

## Administrativ indelning
Distriktet är indelat i fem tehsil, en kommunliknande administrativ enhet:
- Digod
- Ladpura
- Pipalda
- Ramganj Mandi
- Sangod

## Urbanisering
Distriktets urbaniseringsgrad uppgick till 53,46 % vid folkräkningen 2001. Den största staden är huvudorten Kota. Ytterligare tio samhällen har urban status:
- Chechat, Kaithoon, Kumbhkot, Modak, Ramganj Mandi, Sangod, Satalkheri, Sogariya, Suket, Udpura